# Bolesław Domański
Bolesław Domański (ur. 14 stycznia 1872 w Przytarni, zm. 21 kwietnia 1939 w Berlinie) – polski duchowny katolicki, doktor filozofii, proboszcz Parafii Świętej Marii Magdaleny w Zakrzewie (Krajna), działacz Związku Polaków w Niemczech.

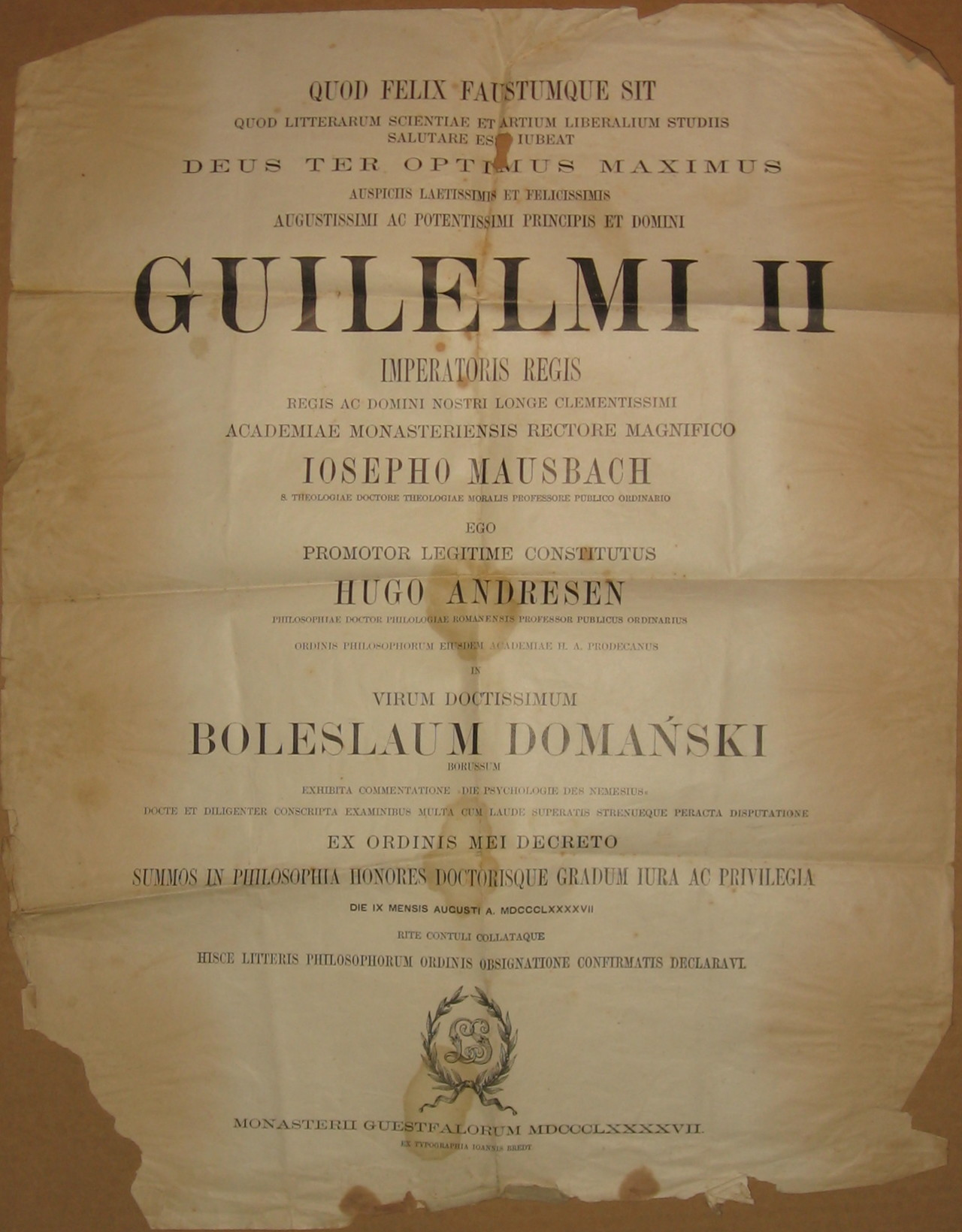
dyplom doktorski ks. Domańskiego

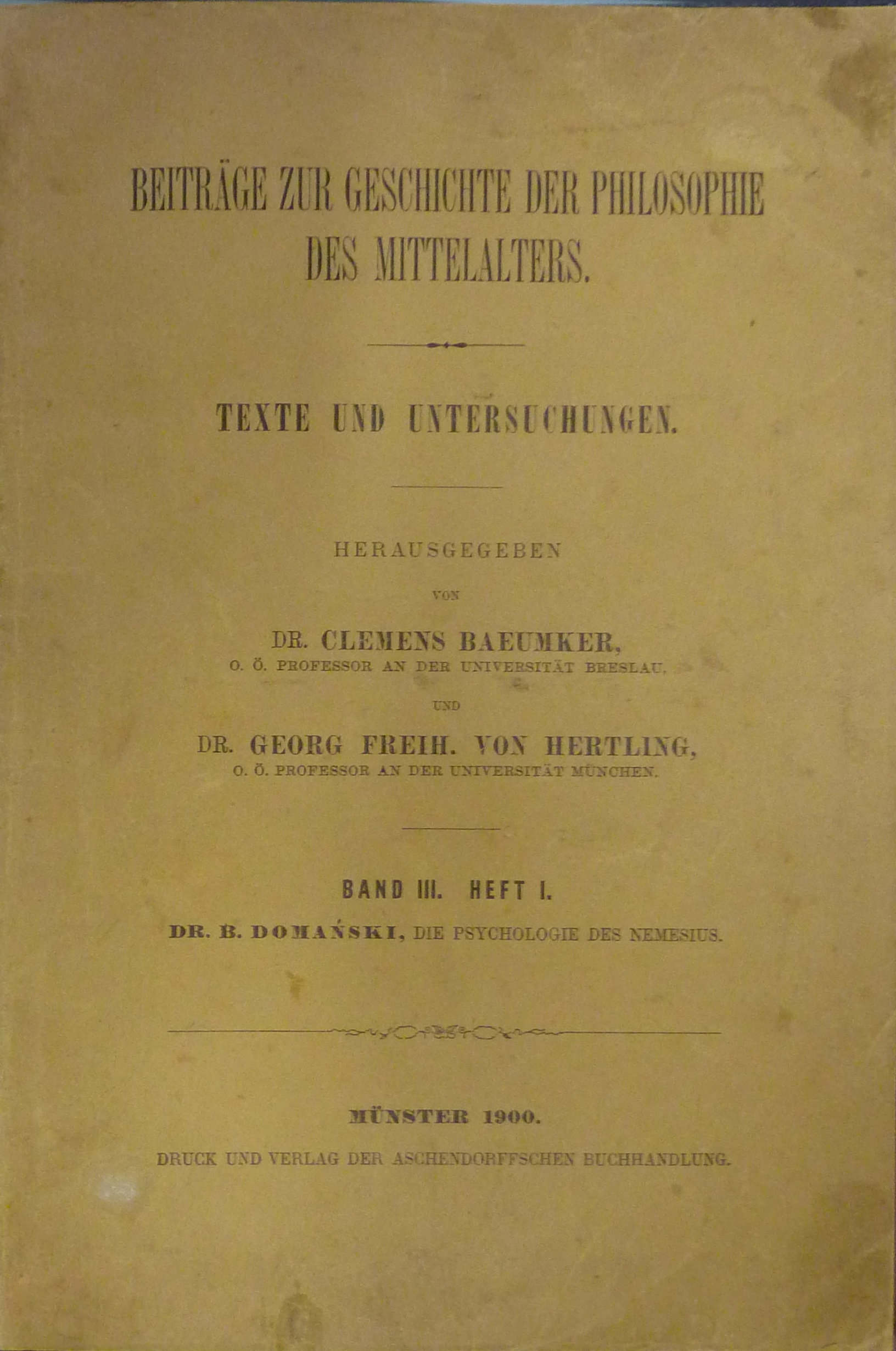
karta tytułowa „Die Psychologie des Nemesius” B. Domańskiego z 1900 r.

## Rodzina i edukacja
Bolesław Domański, syn Franciszka i Ewy z d. Perszyk, urodził się w wielodzietnej rodzinie (miał sześcioro rodzeństwa), z dużymi tradycjami patriotycznymi (ojciec był nauczycielem i działaczem społecznym, wykładającym pod zaborami w języku polskim i kaszubskim, a sam ksiądz Domański był szwagrem nauczyciela szkoły polskiej w Złotowie Juliusza Zielińskiego). Ukończył Collegium Marianum w Pelplinie, a maturę zdał z wyróżnieniem w królewskim gimnazjum klasycznym w Chełmnie w 1890 r. Następnie ukończył Seminarium Duchowne w Pelplinie, święcenia subdiakonatu otrzymał w 1893 r., a w 1895 – święcenia kapłańskie. W latach 1894–1897 odbył studia w Królewskiej Pruskiej Akademii Teologicznej i Filozoficznej w Münster, gdzie w 1897 r. obronił multa cum laude („z wielką pochwałą”) rozprawę doktorską z zakresu filozofii, pt. „Die Lehre des Nemesius über das Wesen der Seele” („Nauka Nemezjusza o istocie duszy”).

## Początki służby duszpasterskiej
Działalność ks. dr. Domańskiego jest związana z jego rodzinnymi stronami. Pierwszym przystankiem w pełnieniu posługi kapłańskiej księdza doktora była parafia w Lubawie, gdzie był wikarym. Kolejnym etapem była działalność pedagogiczna (od początku roku szkolnego 1899) w pelplińskim seminarium duchownym. Następnie (od 1902), po krótkim pełnieniu służby duszpasterskiej w Złotowie, 16 września 1903 r. objął stanowisko proboszcza w pobliskiej parafii Zakrzewo, liczącej 4100 mieszkańców. Już wtedy kandydatura ks. Domańskiego budziła obawy władz pruskich (których zgoda była niezbędna do tej nominacji), gdyż był on już znany ze swoich antygermanizacyjnych poglądów.

## „Ksiądz Patron” Polaków w Rzeszy Niemieckiej
Jeszcze przed przybyciem ks. Domańskiego do Zakrzewa, wieś ta była silnym ośrodkiem polskości, a msze były odprawiane także w języku polskim. Był bardzo dobrym kaznodzieją. Katechezę prowadził po polsku (ucząc przy tym patriotyzmu, historii Polski itp.), gdyż ludność niemieckojęzyczna na tamtym terenie była skupiona wokół parafii ewangelickich. Był świetnym organizatorem życia parafialnego, a jego działalność narodowa i kulturalna stawała się coraz szerzej znana, mimo trudności stawianych przez władze niemieckie. Był zwolennikiem „pracy organicznej”, propagował wśród parafian dążność do zdobywania wiedzy, był organizatorem Kółek Rolniczych na tamtym terenie. Jego prestiż i umiejętności organizacyjne spowodowały, że został wybrany prezesem Rady Nadzorczej Banku Ludowego w Złotowie. W latach 1918–1920 wraz z liczną grupą działaczy był zaangażowany w walkę o przyłączenie ziemi złotowskiej do Rzeczypospolitej. Gdy to się nie udało, zaprotestował przeciwko lansowanemu wtedy przez rząd polski hasłu masowej reemigracji Polaków spoza granic do nowo powstałej II Rzeczypospolitej. Nie przyjął także propozycji przeniesienia go do Torunia, na wyższe stanowisko kościelne. Twierdził, że „zdradę narodową popełnia ten, kto opuszcza ojcowiznę”. Postawa ta spowodowała szeroki odzew – zwłaszcza wśród polskiej ludności chłopskiej – nie tylko na Pomorzu, ale także na Śląsku i w innych rejonach Rzeszy Niemieckiej. W 1928 r. wywalczył u władz niemieckich uchwalenie „Ordynacji dotyczącej uregulowania szkolnictwa dla mniejszości polskiej w Prusach”. W 1929 r. został wybrany patronem Rady Nadzorczej Związku Spółdzielni Polskich w Niemczech i od tego czasu zaczęto go nazywać „księdzem Patronem”. Cztery lata później został prezesem berlińskiej spółki akcyjnej Bank Słowiański. Obie te instytucje umożliwiały niezależność ekonomiczną Polaków mieszkających na terenie Niemiec, gdyż zdawał sobie sprawę, że niezależnie od polityki germanizacyjnej, groźniejsze jest wynarodowienie spowodowane konformizmem i naciskami ekonomicznymi. Przydomek „księdza Patrona” wkrótce zaczęła mieć ogólniejsze znaczenie wśród Polaków w Niemczech. Z tym przydomkiem 9 lutego 1933 został wybrany prezesem Związku Polaków w Niemczech, którą to funkcję pełnił do śmierci.

## I Kongres Związku Polaków w Niemczech w 1938 r.

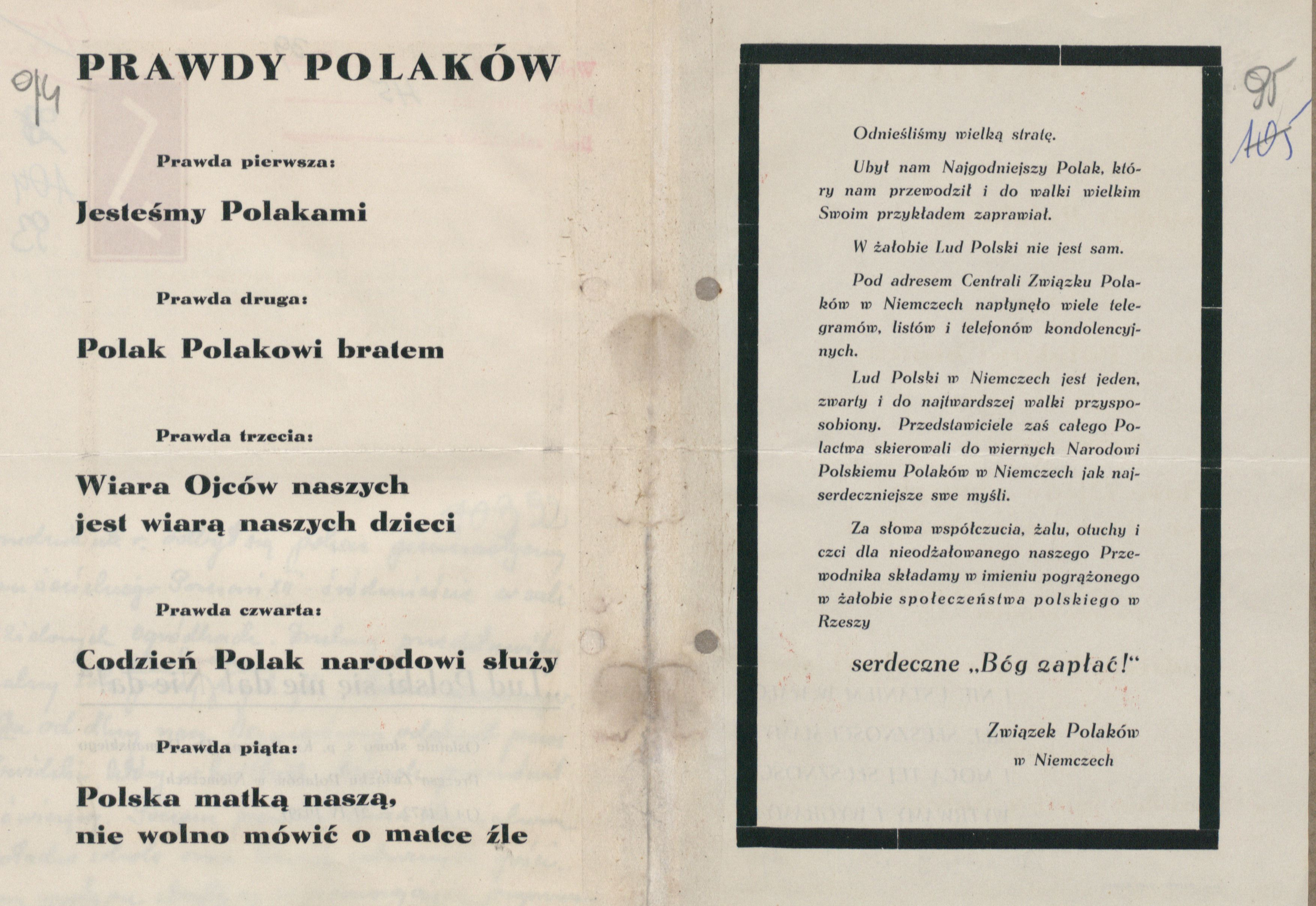
Ulotka Związku Polaków w Niemczech w wydana po śmierci Bolesława Domańskiego

Ukoronowaniem działalności ks. Domańskiego było zorganizowanie w Berlinie 6 marca 1938 I Kongresu Związku Polaków w Niemczech, który odbył się w Theater des Volkes. Przyczyny, dla których władze hitlerowskie umożliwiły zorganizowanie i pozwoliły na niezakłócony przebieg tej masowej patriotycznej imprezy w sercu narodowo-socjalistycznej III Rzeszy, nie są do końca jasne (choć nie obyło się bez utrudnień, np. transportowych – odwołano niektóre pociągi). Na Kongres przybyło ok. 5000 uczestników. Ksiądz Domański, w świetnie skonstruowanym, patriotycznym przemówieniu inauguracyjnym przedstawił słynne „Pięć Prawd Polaków”:
| 1. „Jesteśmy Polakami” 2. „Polak Polakowi Bratem!” 3. „Wiara Ojców naszych jest wiarą naszych dzieci” 4. „Co dzień Polak Narodowi służy” 5. „Polska Matką naszą – nie wolno mówić o Matce źle!”. |

Przemówienie to odbiło się szerokim echem w Polsce, ale w ówczesnej, złożonej sytuacji politycznej nie zawsze spotykało się z przychylnymi komentarzami.
Rok po Kongresie, ks. dr Domański zachorował i wiosną 1939, częściowo wskutek wadliwie przeprowadzonej operacji, zmarł w Berlinie. Kilka dni później odbył się jego pogrzeb w Zakrzewie. W ostatnich słowach skierowanych do Związku Polaków w Niemczech napisał:
„Drogą krzyżowa jest życie nasze, zasłana krzyżami niepowodzeń, utarczek, rozczarowań, przeszkód; bądźmy dzielni, krzyże te dzielnie dźwigajmy, nieustraszeni idziemy dalej.”
Zmarł 21 kwietnia 1939 w Berlinie i został pochowany w Zakrzewie. Zarówno msza żałobna, jak i pogrzeb stały się ostatnimi przed II wojną światową manifestacjami Polaków w Niemczech.

## Odznaczenia
Pośmiertnie zarządzeniem z dnia 25 kwietnia 1939 r. Nr BP-9693/39 został odznaczony Złotym Wawrzynem Akademickim „za szerzenie zamiłowania do literatury polskiej i krzewienie czytelnictwa wśród Polactwa w Niemczech”. W 2024 został pośmiertnie odznaczony przez prezydenta Andrzeja Dudę Krzyżem Wielkim Orderu Odrodzenia Polski.

## Upamiętnienie
W 2017 roku odsłonięto została rzeźbę ks. B. Domańskiego w Wielkim Buczku, a w roku 2018 w Złotowie, przy Domu Polskim, odsłonięto ławeczkę z rzeźbą przedwojennego proboszcza zakrzewskiej parafii. Jan Paweł II określił go mianem symbolu: „Postać śp. Księdza Patrona Bolesława Domańskiego była zawsze dla mnie wymownym symbolem”.